# Štavberk
Štavberk este o arie protejată (arie specială de conservare — SAC, sit de importanță comunitară — SCI) din Slovenia întinsă pe o suprafață de 1,8 ha, integral pe uscat.

## Localizare
Centrul sitului Štavberk este situat la coordonatele 45°51′59″N 15°11′34″E / 45.8664°N 15.1927°E.

## Înființare
Situl Štavberk a fost declarat sit de importanță comunitară în aprilie 2013 pentru a proteja 1 specie de animale. Situl a fost protejat și ca arie specială de conservare în aprilie 2015.

## Biodiversitate
Situată în ecoregiunea continentală, aria protejată nu include niciun habitat protejat.
La baza desemnării sitului se află o specie protejată de  nevertebrate: Austropotamobius torrentium.